# Lauri Mononen
Lauri Ilmari Mononen (* 22. März 1950 in Joensuu; † 5. August 2018 in Kesälahti) war ein finnischer Eishockeyspieler. 1991 wurde er in die Finnische Eishockey-Ruhmeshalle aufgenommen. Sein älterer Bruder Erkki war ebenfalls finnischer Nationalspieler.

## Karriere
Lauri Mononen begann seine Karriere in seinem Heimatort bei Joensuun Kiekko-Karhut, wo er zunächst in den Jugendmannschaften und in der Saison 1966/67 in der Seniorenmannschaft in der Suomi-sarja, der damals zweithöchsten finnischen Spielklasse, spielte. Von 1967 bis 1969 spielte er für Lahden Reipas in der SM-sarja, die damals die höchste finnische Spielklasse war. Auch in den Folgejahren spielte er überwiegend in der SM-sarja, in deren All-Star-Team er 1969, 1972 und 1975 gewählt wurde. 1973 gewann er mit Jokerit die finnische Meisterschaft. 1975 wechselte er als dritter Finne nach Veli-Pekka Ketola und Heikki Riihiranta nach Nordamerika und spielte zwei Jahre für die Phoenix Roadrunners in der World Hockey Association, der damaligen Konkurrenzliga zur National Hockey League. In seinem zweiten Jahr spielte er auch einige Spiele für die Oklahoma City Blazers aus der Central Hockey League. 1977 kehrte er nach Finnland zurück und spielte eineinhalb Jahre für den Helsingfors IFK in der nunmehr SM-Liiga genannten höchsten finnischen Liga. Zum Jahreswechsel 1978/79 wechselte er zum SC Bern in die Schweizer Nationalliga A und wurde 1979 mit Klub Schweizer Meister. Nachdem er die Spielzeit 1981/82 beim EHC Grindelwald in der Nationalliga B verbracht hatte, zog es ihn wieder in die Heimat und er spielte bis zu seinem Karriereende noch jeweils ein Jahr für Kiekko-Reipas, wie sich Lahden Reipas nun nannte, Heinolan Peliitat und seinen Stammverein Joensuun Kiekku-Karhut. Nach seinem Karriereende 1985 beschloss Kiekku-Karhut, seine Trikotnummer 15 nicht mehr zu vergeben. 1991 wurde er in die Finnische Eishockey-Ruhmeshalle aufgenommen.

### International
Mononen vertrat sein Heimatland bei der U19-Europameisterschaft 1969. Mit der Nationalmannschaft der Herren, in der er bereits als 18-Jähriger in einem Freundschaftsspiel gegen Polen debütiert und drei Tore geschossen hatte, nahm er an den Weltmeisterschaften 1969, 1970, 1971, 1972, 1973 und 1975 teil. Seine 15 Scorerpunkte bei der Weltmeisterschaft 1972 in Prag blieben bis 1999, als Saku Koivu in Lillehammer 16 Punkte erreichte, finnischer WM-Rekord. Zudem vertrat er seine Farben bei den Olympischen Winterspielen 1972 in Sapporo, als er zweitbester Torschütze nach dem sowjetischen Spieler Waleri Charlamow war.

## Erfolge und Auszeichnungen
- 1969 All-Star-Team der SM-sarja
- 1972 All-Star-Team der SM-sarja
- 1973 Finnischer Meister mit Jokerit
- 1975 All-Star-Team der SM-sarja
- 1979 Schweizer Meister mit dem SC Bern
- 1991 Aufnahme in die Finnische Eishockey-Ruhmeshalle